# Mabel Addis
Mabel Addis Mergardt (21 de mayo de 1912 - 13 de agosto de 2004) fue una escritora, profesora y la primera escritora de videojuegos estadounidense. Diseñó The Sumerian Game, programado por William McKay, para la IBM 7090 en 1964, que inspiró otros juegos de gestión de reinos como Hamurabi de principios de los años 1970. Ella creó el género de videojuegos de estrategia y el concepto de juego basado en texto. Ha sido reconocida como la primera escritora de videojuegos narrativos del mundo, así como la primera escritora de videojuegos, y es reconocida como la diseñadora de videojuegos más vieja.

## Primeros años y educación
Mabel Holmes nació el 21 de mayo de 1912, hija de James Holmes y Mabel Wood. Creció en Mount Vernon y se destacó en la escuela, graduándose como la mejor estudiante de la Brewster High School en 1929. Después de graduarse, asistió a Barnard College. En Barnard, obtuvo una licenciatura en historia antigua y una especialización en psicología en 1933. Asistió a la Universidad de Columbia para realizar estudios de posgrado y obtuvo una maestría en educación.

## Carrera
Después de obtener su maestría en educación, Addis trabajó en una escuela rural de una sola aula. En 1937, se trasladó a la Escuela Hyatt Avenue. Trabajó allí durante trece años antes de mudarse finalmente al Distrito Escolar Katonah-Lewisboro en 1950. Enseñó en este distrito hasta 1976. Su carrera docente duró cinco décadas.
Addis era activa en su comunidad. Ella utilizó su conocimiento de la historia para contribuir a los comités de historia y de libros en el distrito escolar. Escribió y publicó artículos históricos, inició una colección de historia oral y fue coautora de un libro titulado Katonah: a History of a New York Village and Brewster Through the Years.
Su obra más destacada fue en la década de 1960. Addis fue elegida para trabajar con IBM y las Juntas de Servicios Educativos Cooperativos para crear The Sumerian Game, el primer juego de computadora basado en texto. Este juego permitía a los jugadores asumir los roles de gobernantes de la antigua ciudad sumeria de Lagash, lo que lo convirtió en el primer videojuego en ejecutarse en una computadora completamente electrónica. Como resultado, Addis se convirtió en la primera escritora y diseñadora de videojuegos para computadora, siendo pionera en ese campo. 

## Vida personal y legado
Se casó con Alexander L. Addis en 1942, convirtiéndose oficialmente en Mabel Addis. Su esposo murió en 1981. Se volvió a casar en 1991 con Gerard Mergardt, quien murió en 1995.
Addis falleció en 2004 debido a complicaciones de Enfermedad de Alzheimer.  Se le concedió póstumamente el premio Pioneer durante la edición de 2023 de la Game Developers Conference el 23 de febrero de 2023.